# ナイアガラフォールズ (ニューヨーク州)
ナイアガラフォールズ（英:Niagara Falls）は、アメリカ合衆国ニューヨーク州ナイアガラ郡にある都市。人口は4万8671人（2020年）。ナイアガラ川を隔てて対岸にカナダ、オンタリオ州のナイアガラフォールズ市があり、どちらもナイアガラの滝に因んだ名前である。バッファロー＝ナイアガラフォールズ都市圏に属している

## 歴史
ナイアガラフォールズ市は1892年3月17日に市制が布かれた。ローズウェル・L・フラワー知事が市に昇格する法律に署名した。勅許委員会の一員でニューヨーク州議会議員、さらにもっと重要なことはアイルランド系アメリカ人2世であるトマス・ビンセント・ウェルチが、法案の署名の場に立会い、セントパトリックスデーにフラワー知事に署名させる責任者であった。歴史的にナイアガラフォールズ市は、滝水の落ちるエネルギーを電力に変える工場の周りに造られた。現在の中心街はアメリカ滝、カナダ滝およびブライダルベール滝を間近に見ることのできるナイアガラフォールズ州立公園を取り囲んでいる。ヨーロッパ人のこの地域への移民は17世紀の伝道師と探検家によるものが初めであった。この新参者の流入は既に敵対的であった先住民族を毛皮交易のための競争で戦闘状態に変えることになった。
19世紀の終わりまでにナイアガラフォールズ市は、少なからずナイアガラ川の急流が提供する巨大な電力のために、重工業地帯となった。町は現在でも比較的強い産業基盤を有しているが、観光客が訪れるような場所からは離れている。
近隣のラブキャナルは、1978年にアメリカ合衆国大統領ジミー・カーターがそこで緊急事態を宣言し、数百の住民が移住したときに国中のメディアの注目を浴びた。1920年に始まってこの地域は化学産業廃棄物（後に毒性産業廃棄物）の埋立地に使われてきた後に、住宅地域として開発されることになった。住民、家族、地域社会などを甚だしく毒性物質に汚染された地域から守るためのスーパーファンド法は、ラブキャナルの状況に対応して1980年に法制化された。
カナダ側の双子都市オンタリオ州のナイアガラフォールズ市は1990年代に大々的に観光産業に力を入れ、カジノや高層ホテルを許可してカナダのラスベガスと言われるようになったのに対し、ニューヨーク州のナイアガラフォールズ市は商売っ気がなく、より自然の外観を残している。しかし2004年に先住民族のセネカ族が元ナイアガラフォールズ会議市民会館にセネカ・ナイアガラ・カジノを会館し、これによって市の中心部に先住民族の独立した領土を打ち立てた。

## 経済
ナイアガラフォールズ市の経済は元々滝そのものの周り、あるいは少なくとも大量の落水によって生み出される電力に基盤があった。この安価で豊富なエネルギー源は工業地帯の急速な立ち上げの影の推進力であった。19世紀の終りごろ、イタリアやポーランドなどのヨーロッパ諸国から多くの移民が、この地域のオクシデンタルなどの会社に所有される化学、鉄鋼など製造業の工場で働くために移住してきた。
ナイアガラフォールズ市の重要性は20世紀後半に幾つかの理由で減少した。おそらく最も影響の大きかったのは、腐敗した政府、アメリカの他の地域に比較してブルーカラー労働者の高賃金、組合の強さおよび高い税金であった。以前はナイアガラフォールズで安価に生産された製品が他のどこでももっと安く生産されている。もう一つの大きな理由は当時の国家的現象であった郊外への移動であった。市内には最高時に10万人以上の人口があったが、工場が閉鎖され人々が雇用機会を求めて南部や西部に移住するにつれて、人口がほぼ半分になった。
しかし、ナイアガラフォールズ市とナイアガラ郡の残りの地域にとって新たな経済繁栄の時代がゆっくりと訪れている。地域や州の政府はナイアガラ地域が元々持っている物理的および文化的な利点を生かそうとし始めた。すなわち、ナイアガラ渓谷、急成長するワインの道、歴史的景観、そしてもちろんナイアガラの滝そのものである。町の過去の産業から離れてより持続可能な観光業に基づく経済に移行することは、近年、市を生き返らせつつある。2001年遅く、ニューヨーク州は、州の経済開発機関であるUSA Niagara Development Corporationを立ち上げ、特にナイアガアフォールズ市中心街の開発促進に焦点を当てている。
ナイアガアフォールズの現在の開発戦略は、中心街の空き家になっていたり十分に活用されていない建物を再活性化するために、実際の経済効果を伴う注目を浴びる促進プロジェクトのような実用的なやり方に焦点を当てている。2005年に開館した新しいナイアガアフォールズ会議場、再開発されたユナイテッド・オフィス・ビル、ミストの新しい劇場、元ホリディ・イン・セレクトを再開発し市では初めてのスターバックス・コーヒーを含む幾つかのレストランのある新クラウン・プラザ・リゾート、ナイアガラ航空博物館や計画中のナイアガラ体験センターなどのアトラクション、およびもちろんセネカ・ナイアガラ・カジノ、これらはナイアガラフォールズを主要な目的地に再度配置する試みである。
ナイアガラフォールズには年間800万から1,000万人の観光客が訪れ、アメリカ合衆国の観光地のトップ10の一つと考えられている。

## 地理
ナイアガラフォールズ市は北緯43度5分39秒 西経79度1分2秒 / 北緯43.09417度 西経79.01722度に位置する。
アメリカ合衆国とカナダの国境にも接している。
アメリカ合衆国統計局によると、ナイアガラフォールズ市は総面積43.5km²（16.8mi²）である。うち36.4km²（14.1mi²）が陸地で7.1km²（2.8mi²）が水域である。総面積の16.37%が水域となっている。

## 人口動態

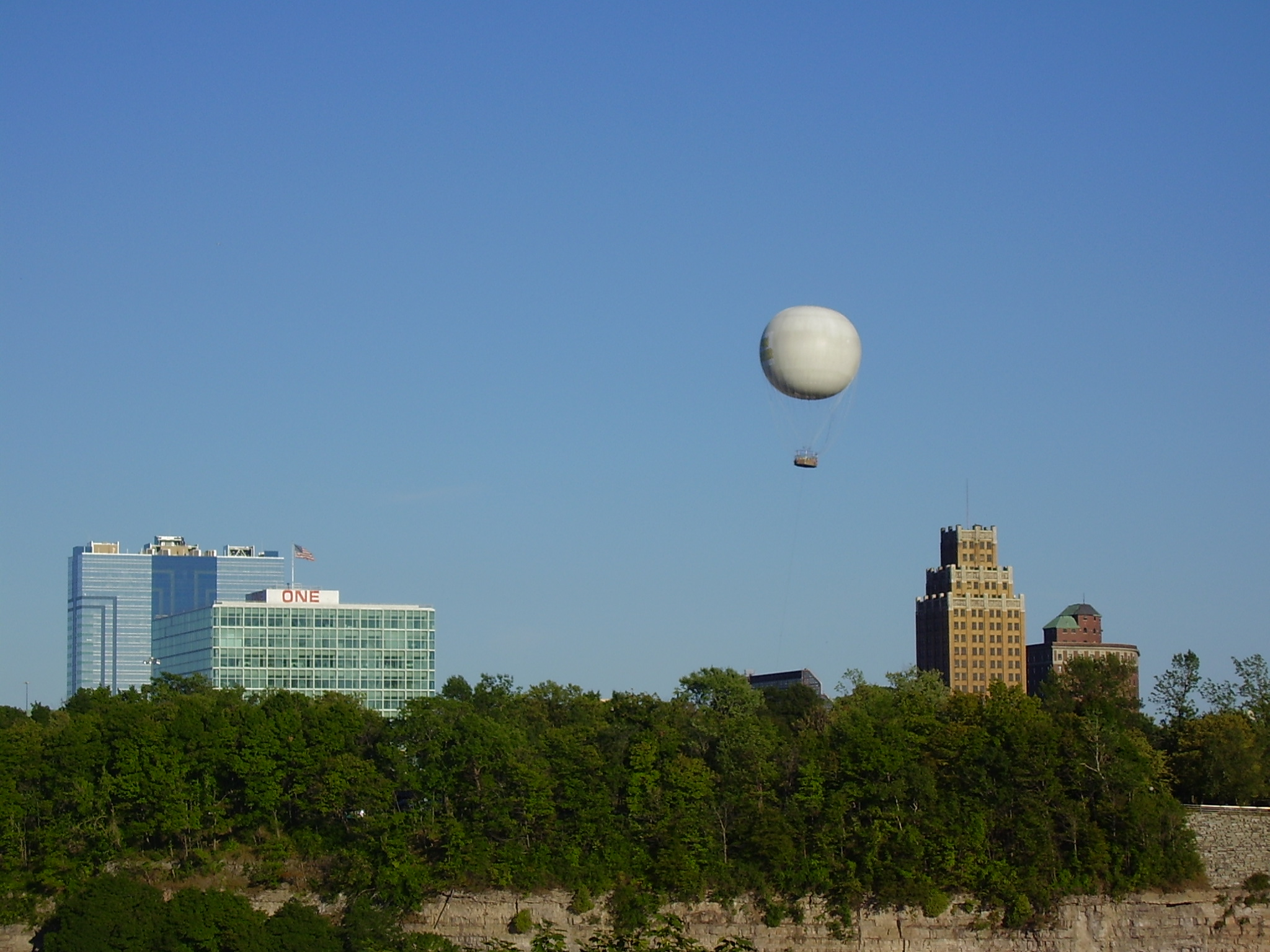
ナイアガラフォールズ市

以下は2000年の国勢調査による人口統計データである。
基礎データ
- 人口: 55,593人
- 世帯数: 24,099世帯
- 家族数: 14,266家族
- 人口密度: 1,527.7人/km2（3,955.7人/mi2）
- 住居数: 27,837軒
- 住居密度: 765.0軒/km2（1,980.7軒/mi2）

人種別人口構成
- 白人: 76.21%
- アフリカン・アメリカン: 18.72%
- ネイティブ・アメリカン: 1.64%
- アジア人: 0.71%
- 太平洋諸島系: 0.05%
- その他の人種: 0.68%
- 混血: 1.99%
- ヒスパニック・ラテン系: 2.00%

年齢別人口構成
- 18歳未満: 24.7%
- 18-24歳: 8.6%
- 25-44歳: 27.7%
- 45-64歳: 20.5%
- 65歳以上: 18.6%
- 年齢の中央値: 38歳
- 性比（女性100人あたり男性の人口）
  - 総人口: 87.9
  - 18歳以上: 83.0

世帯と家族（対世帯数）
- 18歳未満の子供がいる: 27.8%
- 結婚・同居している夫婦: 36.2%
- 未婚・離婚・死別女性が世帯主: 18.3%
- 非家族世帯: 40.8%
- 単身世帯: 35.9%
- 65歳以上の老人1人暮らし: 15.2%
- 平均構成人数
  - 世帯: 2.27人
  - 家族: 2.96人

収入と家計
- 収入の中央値
  - 世帯: 26,800米ドル
  - 家族: 34,377米ドル
  - 性別
    - 男性: 31,672米ドル
    - 女性: 22,124米ドル

## 地域社会
ナイアガラフォールズ市では、週刊の「ナイアガラフォールズ・リポーター」と日刊の「ナイアガラ・ガゼット」の2紙が発行されている。

## 交通

### 鉄道

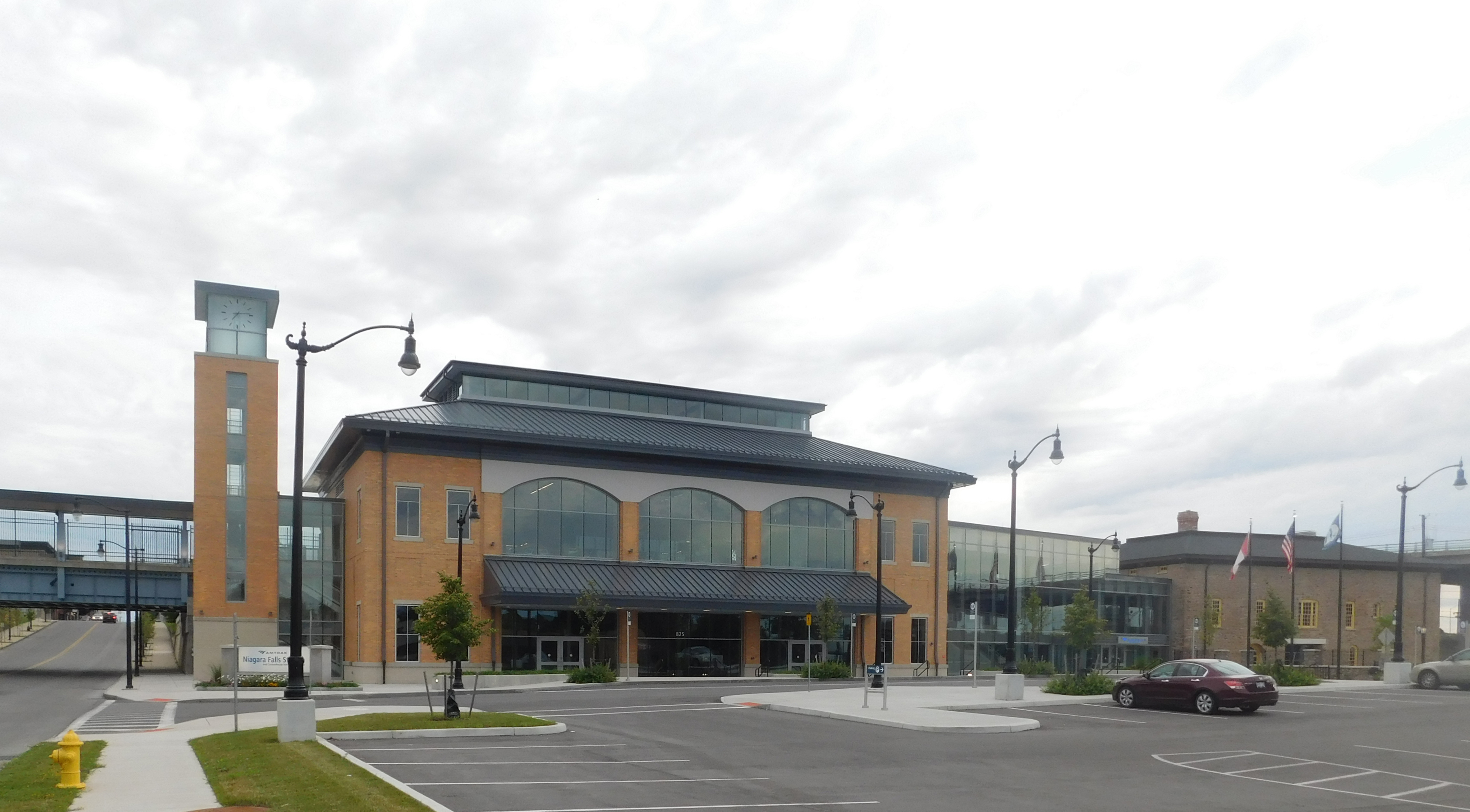
ナイアガラフォールズ (ニューヨーク州)駅

アムトラックのナイアガラフォールズ駅 (ニューヨーク州)に停車する列車は下記の通り。
トロントとニューヨーク間の昼行国際列車メイプルリーフ号…1日1往復停車
ニューヨーク州ナイアガラフォールズ (ニューヨーク州）とニューヨーク間の昼行中距離列車エンパイア・サービス…1日2往復

### バス
路線バスはナイアガラ・フロンティア交通局により運行されている。

## 教育
住民はナイアガラフォールズ市学区の中に組み込まれている。ラサール高校が1990年代遅くに閉鎖され、新しくナイアガラフォールズ高校が開校した。この新しい高校はラサール高校と元ナイアガラフォールズ高校を合併させたものである。パイン・アベニューとポーテージ道路にある元ナイアガラフォールズ高校の建物は芸術文化センターとなった。
ナイアガラ大学も近くにある。

## 過去、現在の著名な住人
- ラシャド・エヴァンス、総合格闘家
- トマス・アキナス・デイリー、風景・静物画家
- リー・ハイラ、作曲家
- アントニーノ・ロテンピオ、歌手、俳優
- サル・マグリー、野球選手
- リック・マニング、野球選手
- マーク・メロ、プロレスラー
- トム・ロテリア、ジャズ・ギタリスト
- エイプリル・スティーブンス、歌手
- トミー・テデスコ、最も録音の多いジャズ・ギタリスト
- フランチョット・トーン、俳優